# 山形村 (岩手県)
山形村（やまがたむら）は、岩手県北部の九戸郡に存在した村である。2006年（平成18年）3月6日に、旧・久慈市と合併して久慈市山形町となり消滅した。

## 歴史
山形村は、沿岸と城下盛岡を結ぶ野田街道が通り、古くより沿岸の塩を内陸へ運ぶ「塩の道」として使われた。平庭高原の麓には、九戸政実の乱中に葛巻信祐と久慈氏の合戦で久慈直治軍300騎が待機した馬寄平や、合戦が行われた合戦場が地名として残り、戦には山形村からもその頭目が参加したといわれている。山形村は寛文4年までは盛岡藩に属し、以降は八戸藩久慈通に属した。当時は川井、霜畑、小国、繋、戸呂町、日野沢、荷軽部の各村があり、関村には盛岡藩と八戸藩の藩境として関番所が置かれていた。明治2年には宮古湾海戦で敗れた幕府軍脱走兵75人が盛岡に護送される途中、関村に滞在しその間に盛岡藩の役人100人、久慈代官所から30人の役人が関村に詰めたといわれている。

## 産業
山形村の主な産物は金、鉄、マンガン、牛馬、漆、木炭などで、特に鉱業は江戸時代から盛んであった。八戸藩の御手山となった金取鉄山や、繋鉄山、小国鉄山からは鉄を産出し、特に金取鉄山は二合吹きが多い中で安政期に四合吹き操業をして好成績を上げた。繋村の馬内金山、夏井の金山、深田金山、小国金山などからは金が産出し、周辺の河川では砂金の採取も行われた。近代にはマンガンの採掘が行われ、鉱床の数が岩手県下随一であった山形村には川井鉱山や小国鉱山など多数のマンガン鉱山が操業した。

## 沿革
- 1889年（明治22年）4月1日 - 町村制が施行され、川井村、小国村、霜畑村、荷軽部村、戸呂町村、日野沢村、繋村の一部が合併し、南九戸郡山形村が成立。
- 1897年（明治30年）4月1日 - 南九戸郡と北九戸郡が合併して九戸郡となったことに伴い、九戸郡の所属となる[1]。
- 2006年（平成18年）3月6日 - 旧・久慈市と合併し、久慈市山形町となる。

## 行政
- 村長：清水恭一（しみず きょういち・1999年5月1日就任）

## 交通

### 鉄道
村内を鉄道路線は通っていない。鉄道を利用する場合の最寄り駅は、JR東日本東北新幹線およびIGRいわて銀河鉄道いわて銀河鉄道線のいわて沼宮内駅、あるいはJR東日本八戸線および三陸鉄道北リアス線の久慈駅。

### バス
- JRバス東北
  - 平庭高原線白樺号（盛岡駅 - いわて沼宮内駅 - 久慈駅）
    - 陸中山形駅下車

### 道路
- 一般国道
  - 国道281号
- 主要地方道
  - 岩手県道5号一戸山形線
  - 岩手県道29号野田山形線
  - 岩手県道42号戸呂町軽米線
- 一般県道
  - 岩手県道272号戸田荷軽部線
  - 岩手県道292号大野山形線

## 名所・旧跡・観光スポット・祭事・催事
- 久慈平庭県立自然公園
- 内間木洞
- 霜畑のケヤキ群

## 出身有名人
- 栃乃花仁 （力士）
- 林下清志（ビッグダディ）